# Produção de vinho no Oblast de Odessa

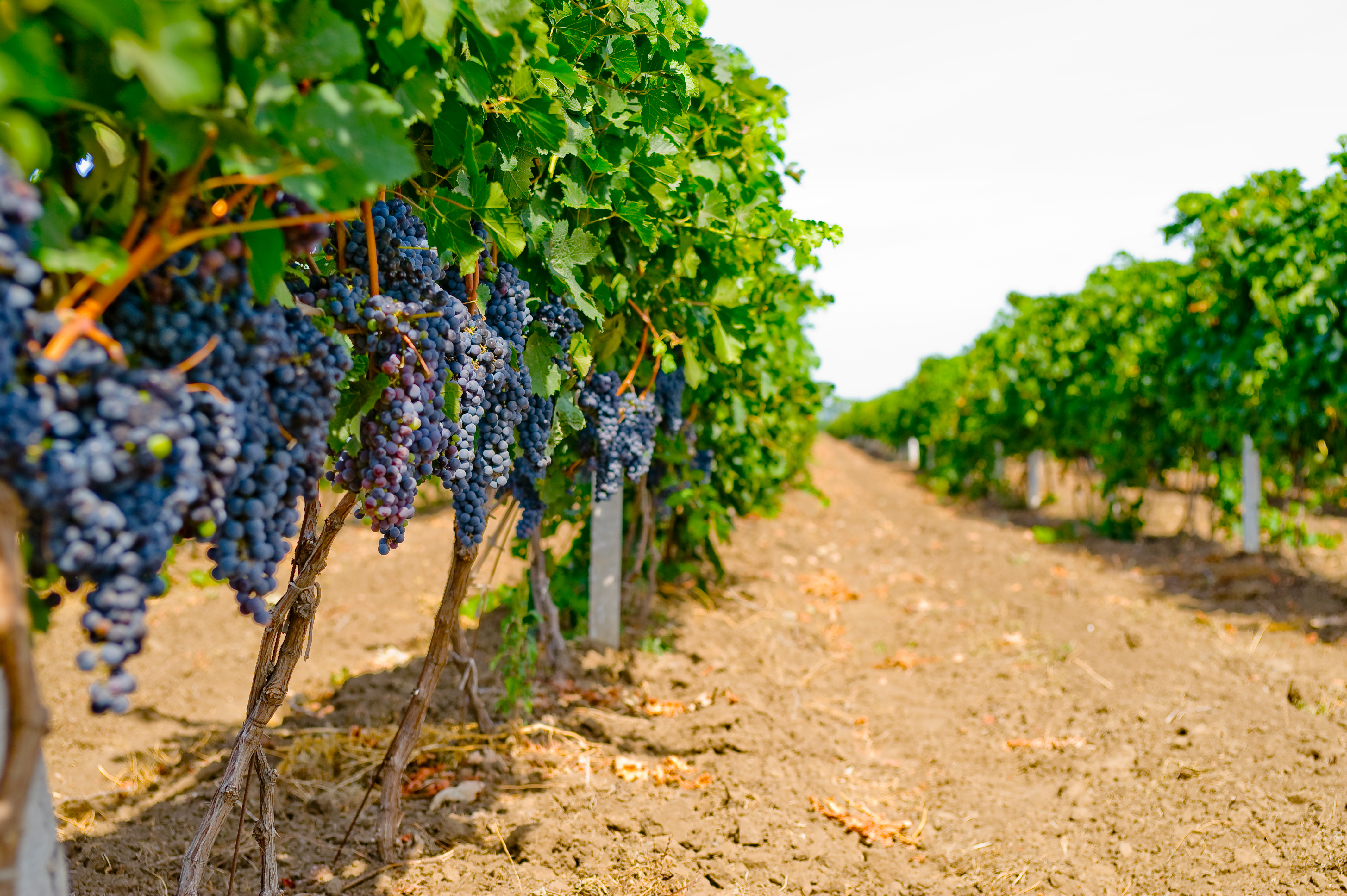
Shabo

O Oblast de Odessa é a maior região vinícola da Ucrânia. Em 2018, a produção de vinho em Odeshchyna cobria 26,29 mil hectares - 60,44% da área total de vinhedos na Ucrânia.
A região está localizada no clima favorável da costa noroeste do Mar Negro, desde a foz do rio Danúbio até ao estuário de Tylihul. De acordo com dados de 2015, a produção de uva é realizada em 13 dos 26 distritos (de acordo com a anterior divisão administrativo-territorial da Ucrânia). As empresas agrícolas produziram 2.966.984,57 quintals de uvas em 2018.
A partir de 5 de outubro de 2016, de acordo com a classificação oficial dos tipos de atividade económica, a produção de vinhos de uva é realizada por 4 empresários e 152 pessoas jurídicas, e 55 empresas privadas e 528 pessoas jurídicas dedicam-se ao cultivo de uvas.
A partir de 2018, a maior parcela da produção de produtos vitivinícolas pertence ao mosto - 57,88%, em segundo lugar - a produção de vinho com teor alcoólico real não superior a 15% - 24,08%. O terceiro lugar na região pertence à produção de espumante a partir de uvas frescas - 10,77. A região inclui as regiões vinícolas do Mar Negro e da Bessarábia. A história da produção de vinho na região de Odessa remonta aos tempos antigos.

## Galeria

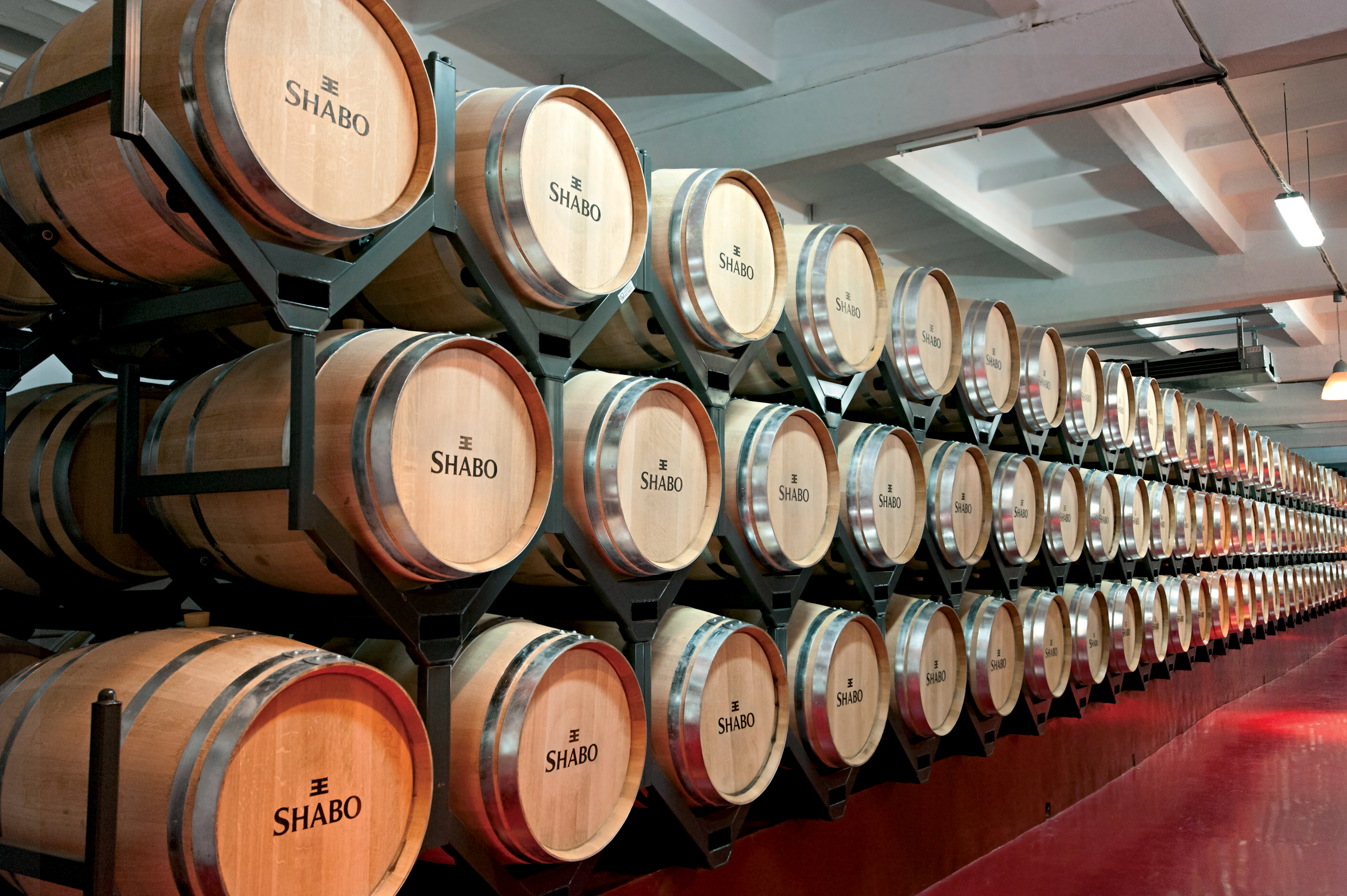
Adega Shabo
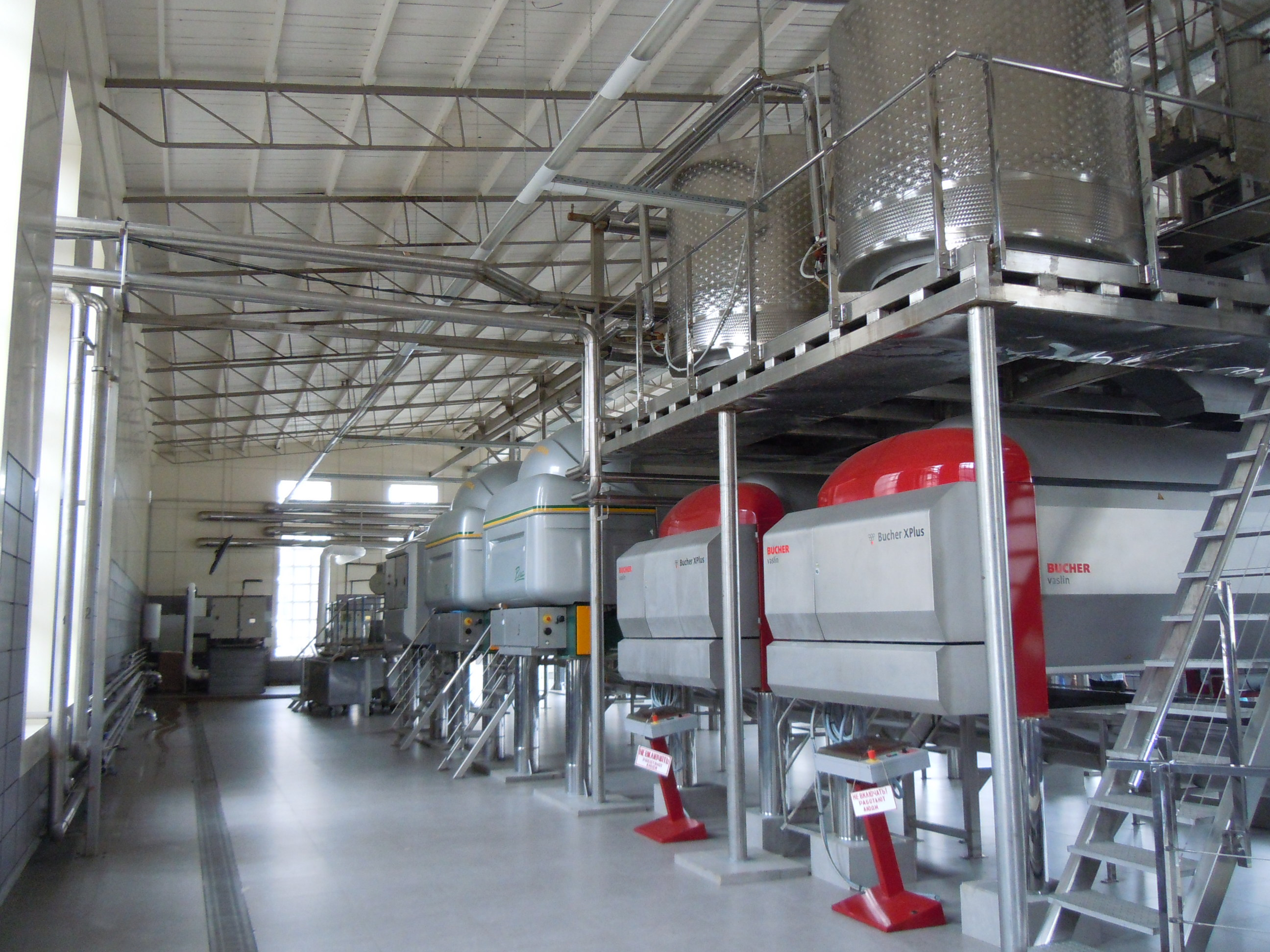
Centro de Cultura do Vinho Shabo